# 카를레스 렉사치
카를레스 렉사치(1947년 1월 13일 ~ )는 스페인의 은퇴한 축구 선수이다.

## 국가대표 경력
그는 1969년 스페인대표팀에 데뷔했다. 그는 1978년 FIFA 월드컵 대표 선수로 선발되었다. 그는 국제 A매치 15경기에 출전해서 2골을 득점하였다.

## 통계
| 스페인 | 스페인 | 스페인 |
| 연도   | 출전   | 골     |
| ------ | ------ | ------ |
| 1969   | 2      | 0      |
| 1970   | 2      | 1      |
| 1971   | 3      | 1      |
| 1972   | 1      | 0      |
| 1973   | 0      | 0      |
| 1974   | 2      | 0      |
| 1975   | 3      | 0      |
| 1976   | 0      | 0      |
| 1977   | 0      | 0      |
| 1978   | 2      | 0      |
| 합계   | 15     | 2      |